# Pioneabathra olesialis
Pioneabathra olesialis is een vlinder van de familie van de grasmotten (Crambidae). De wetenschappelijke naam van deze soort is voor het eerst voorgesteld als Ebulea olesialis door Francis Walker in een publicatie uit 1859.

## Verspreiding
De soort komt voor in Gambia, Mali,  Liberia, Ghana, Congo-Brazzaville, Congo-Kinshasa, Zambia, Mozambique, Zuid-Afrika, de Comoren, Madagaskar, de Seychellen, Saudi-Arabië, Oman, Jemen, India, Sri Lanka en Australië (Queensland, Noordelijk Territorium).

## Waardplanten
De rups leeft op Flueggea virosa (Phyllanthaceae) en op soorten van het geslacht Solanum (Solanaceae).